# ایوانچیکا
ایوانچیکا (به لاتین: Ivanšćica) یک کوه در کرواسی است که در کرواسی واقع شده‌است. ایوانچیکا ۱٬۰۵۹ متر بالاتر از سطح دریا واقع شده‌است.